# Torgyán József
Torgyán József (Mátészalka, 1932. november 16. – Budapest, 2017. január 22.) magyar politikus és ügyvéd. 1990–2002 között országgyűlési képviselő, 1991-től 2002-ig az FKGP elnöke, 1998 és 2001 között földművelésügyi és vidékfejlesztési miniszter. A rendszerváltás utáni évtized politikájának emblematikus alakja.

## Élete

### Fiatalkora, tanulmányai
Torgyán Sándor tisztviselő, állampénztári főtanácsos és Papp Erzsébet óvónő első gyermekeként látta meg a napvilágot 1932. november 16-án, Mátészalkán. Anyai ágon beregsziklási görögkatolikus papi családból, míg apai ágon szatmári parasztcsaládból származik. Testvérei közül Eliz gyermekkorában elhunyt, Sándor osztályvezető belgyógyász főorvos, míg Mária hegedűtanár lett Németországban.
1936-ban a család Budapestre költözött. A középiskolát az Újpesti Könyves Kálmán Gimnáziumban kezdte, de az érettségit már a Wágner Manó Gimnázium és Zenei Gimnáziumban tette le, amivel párhuzamosan a Liszt Ferenc Zeneművészeti Főiskola hegedű főtanszakát is elvégezte. 1951-ben nyert felvételt az Eötvös Loránd Tudományegyetem Állam- és Jogtudományi Karára, ahol 1955-ben diplomázott. 1956-ban lett ügyvédjelölt, 1957 végén tett szakvizsgát és 1958. március 18-án jegyezték be az ügyvédi kamarába.
Tanulmányai alatt szinte minden pályázatot megnyert, amit lehetett, egy éven át az Állam- és Jogelméleti Tudományos Diáktársaság elnöke, majd három éven át a Nemzetközi Közjogi Tudományos Diáktársaság elnöke volt, már hallgatóként gyakorlatokat vezetett a nemzetközi jogi tanszéken. Tanulmányai befejeztével lehetősége lett volna a Külügyi Akadémián való továbbtanulásra, ha belép a Magyar Dolgozók Pártjába. Mivel ezt visszautasította, segédmunkásként kellett elhelyezkednie egy budapesti hajógyárban.

### A forradalomtól a rendszerváltozásig
Az 1956-os forradalomban az Újpesti Forradalmi Bizottság tagja volt, ezért 1958. augusztus 22-én, minden hivatalos indoklás nélkül kizárták az Ügyvédi Kamarából, s e döntés ellen nem fellebbezhetett. Az Antall József által a kisgazda vezetőknek átadott dokumentumok szerint kezdő jogászként (bírói jegyzőként) részt vett az 1956-os forradalmárok ellen eljáró Tutsek-féle vérbíróság munkájában.
Kamarai kizárása után néhány hónapig ismét segédmunkásként volt kénytelen dolgozni, ezúttal az Acélöntő- és Csőgyárban, mígnem még abban az évben, december 22-én visszavették. Ezután 1959 januárjától 1990 júliusáig az újpesti 41. sz. Ügyvédi Munkaközösség tagjaként tevékenykedett.
1959-ben házasodtak össze Cseh Máriával, a Pécsi Nemzeti Színház operettszínésznőjével, egy gyermekük született, Attila, aki szintén ügyvéd.

## Politikai szerepvállalása
Kisgazdapárti kötődését nagy mértékben befolyásolta személyes jóbarátja, Arany Bálint, a Független Kisgazda-, Földmunkás- és Polgári Párt, valamint a Magyar Közösség vezetője, akinek évtizedeken át családi ügyvédje is volt. 1988-ban bekapcsolódott a FKGP újjászervezésébe, 1990 áprilisától decemberig a párt főügyésze és budapesti szervezetének elnöke volt.
Az 1990-es magyarországi országgyűlési választás második fordulójában Szabolcs-Szatmár-Bereg megye 9. sz. választókerületében (Mátészalka és környéke) második lett ugyan, de a párt megyei területi listavezetőjeként bejutott az Országgyűlésbe. Előbb az alakuló kisgazda frakció, majd 1991-ben a párt elnökévé választották.
1992. február 29-én az FKGP Torgyán József vezetésével kilépett a kormánykoalícióból, mivel kevésnek ítélték az Antall-kormány rendszerváltás jegyében hozott intézkedéseit, leghevesebben a reprivatizációt kizáró kárpótlási törvényt támadták, aminek alkotmányos alapjait az 1867-es Földművelés-és Vidékigazgatási törvényben találták meg.
1992 augusztusában az Antikommunista Világliga (ma Világliga a Szabadságért és Demokráciáért) elnökévé választották, mely tisztséget 1993. október 23-áig töltötte be.
1990-től 2002-ig az FKGP országgyűlési képviselője, 1991-től széteséséig elnöke volt. Szókimondó stílusáért számos kritika érte, ugyanakkor a viták mellett jó személyes viszonyt ápolt politikai ellenfeleivel, többek között Horn Gyulával is, bár később a volt miniszterelnök temetésén nem vett részt. A Horn-kormány idején 1995-ben bevezetett Bokros-csomag megszorító intézkedéseire hektikusan reagálva, 1996. március 14-én a Kossuth téren mondta el az emlékezetes "féregírtós" beszédét. Ezt követően elvesztette az 1990-es évek elején tetőző népszerűségét.
A Független Kisgazdapárt 1990-ben 44 (11,4%), 1994-ben 26 (6,74%), 1998-ban 48 mandátumot (12,44%) szerzett az országgyűlési választásokon, ebből két alkalommal (1990–1992 között az MDF-fel, míg 1998–2002 között a Fidesszel) lépett kormánykoalícióra, így 1998 és 2001 között Torgyán József mint földművelésügyi és vidékfejlesztési miniszter tevékenykedett.
Amikor az FTC súlyos anyagi válságba került, több száz millió forintos állami támogatást utalt ki a klub részére, amiért rengeteg kritika érte.
Hosszabb szünet után visszatért a politikai életbe, és 2006 szeptemberében új pártot alapított Magyar Megújulás Mozgalom néven.
A 2010-es magyarországi országgyűlési választáson a „Torgyán–Kisgazda–Koalíció” nevű formáció jelölésében vett részt Csongrád 4. választókerületében, ahol 2,71%-ot ért el.
2016 decemberében szívproblémák miatt kórházi ellátásra szorult, majd 2017. január 22-én otthonában hunyt el. 2017. február 14-én a Farkasréti temetőben helyezték végső nyugalomra.
2020 februárjában emléktáblát avattak néhai lakhelyén, Budapesten a Méra utcában.

## Sportvezetőként
Torgyán József 1999 és 2001 között a Ferencvárosi TC elnöke volt.

## Könyvei
- Pancser-puccs, avagy Fegyveres támadás a Kisgazdapárt székháza ellen. 1992. június 11-én; szöveg Torgyán József, közrem. FKGP Sajtóosztálya, szerk. Keserű József; Árpád Vezér, Budapest, 1992 (Kisgazda füzetek)
- Szemben az árral. Parlamenti felszólalások. 1994. június 28.–december 27.; Vetés, Bp., 1995
- A magyarság sorskérdései. Elhangzott Vasszécsényben, 1996. augusztus 29-én, a Független Kisgazdapárt háromnapos kibővített politikai tanácskozásán; FKGP, Budapest, 1996
- Kormánybúcsúztató; FKGP, Budapest, 1996
- Országunk csak egy van. Parlamenti felszólalások; Liber Politicus, Bp., 1998 (Liber politicus)
- Napirend előtt, a nép előtt; Kisgazda Jövő Alapítvány, Budapest, 2002
- Választási trükkök és titkok 2006. Ki nyeri meg a választásokat, és mi lesz utána?; Masszi, Budapest, 2005
- Antalltól Orbánig; Magyar Könyvklub, Budapest, 2005
- Kereszténység az ezer vallás világában. Nagy valláskönyv; szerzői, Budapest, 2006
- Humor a házban. Humoros történetek a politika világából; szerzői, Budapest, 2008
- Száll a Turul Fészkére. Visszaemlékezéseim; Arany Korona Alapítvány, Budapest, 2016 ISBN 9789631239683

## Videófelvételek
- Torgyán Józsefre emlékezünk (1932-2017) ATV – Youtube.com, Közzététel: 2017. január 30.
- Beszélgetés Torgyán Józseffel 1. rész. Cs. Szabó Béla szerkesztő-riporter és Neszveda Péter Kristály Média és Film – Youtube.com, Közzététel: 2023. január 12.
- Beszélgetés Torgyán Józseffel 2. rész. Cs. Szabó Béla szerkesztő-riporter és Neszveda Péter Kristály Média és Film – Youtube.com, Közzététel: 2023. január 23.
- FRIDERIKUSZ SHOW: Torgyán József, volt kisgazda politikus és felesége, Cseh Mária, 1992./F.A. 202. – Youtube.com, Közzététel: 2023. szeptember 27.